# 昂格恩
昂格恩（德語：Angern，發音：[ˈaŋɐn]）是德国萨克森-安哈尔特州伯尔德县的市镇，面积64.21平方千米，2023年12月31日人口为1,899人。